# Haplolobus floribundus
Haplolobus floribundus är en tvåhjärtbladig växtart. Haplolobus floribundus ingår i släktet Haplolobus och familjen Burseraceae.

## Underarter
Arten delas in i följande underarter:
- H. f. floribundus
- H. f. microphyllus
- H. f. moluccanus
- H. f. salomonensis
- H. f. hirsutus